# Acqua alta

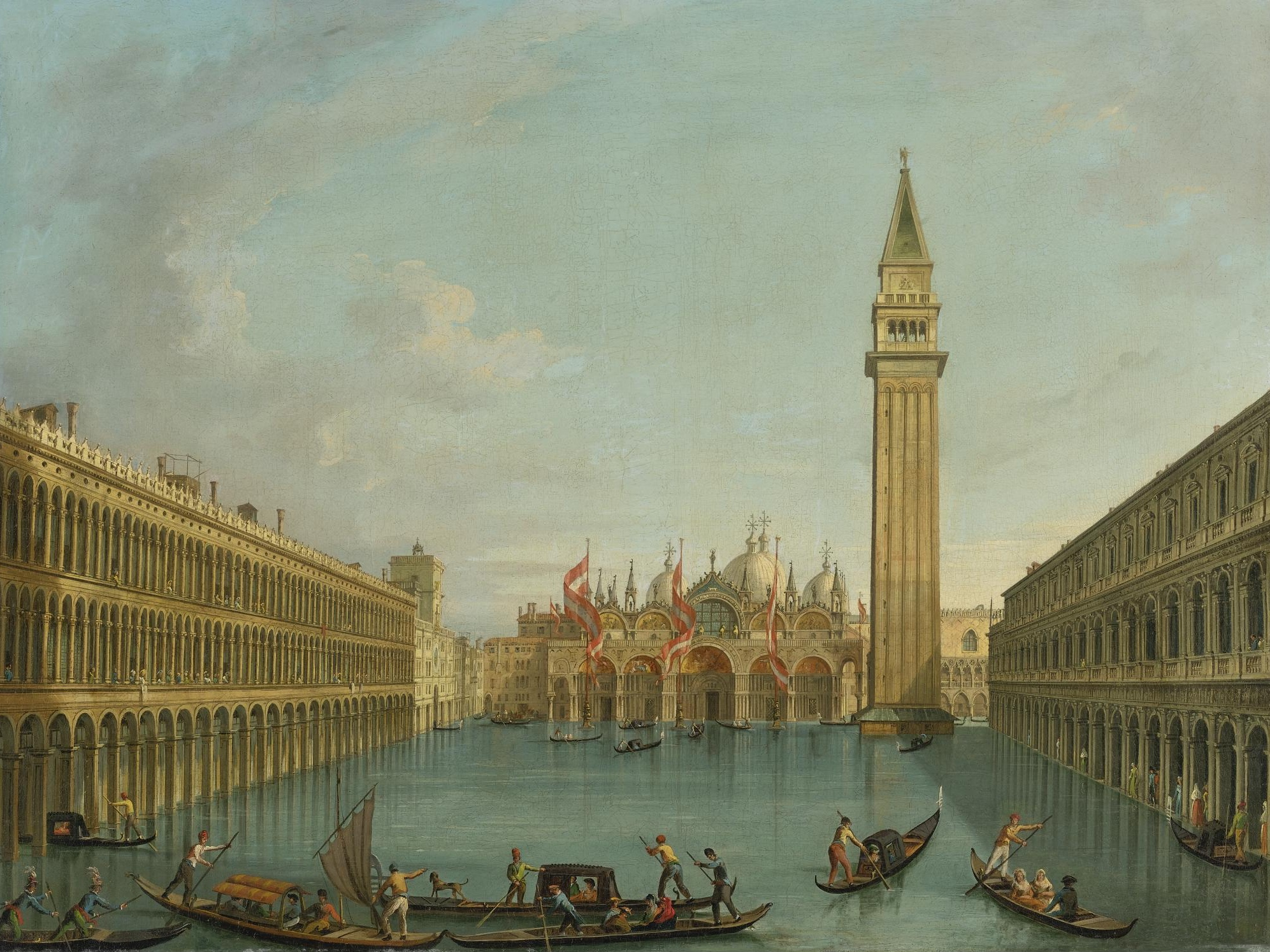
Der Markusplatz bei Hochwasser, Gemälde von Vincenzo Chilone, um 1825

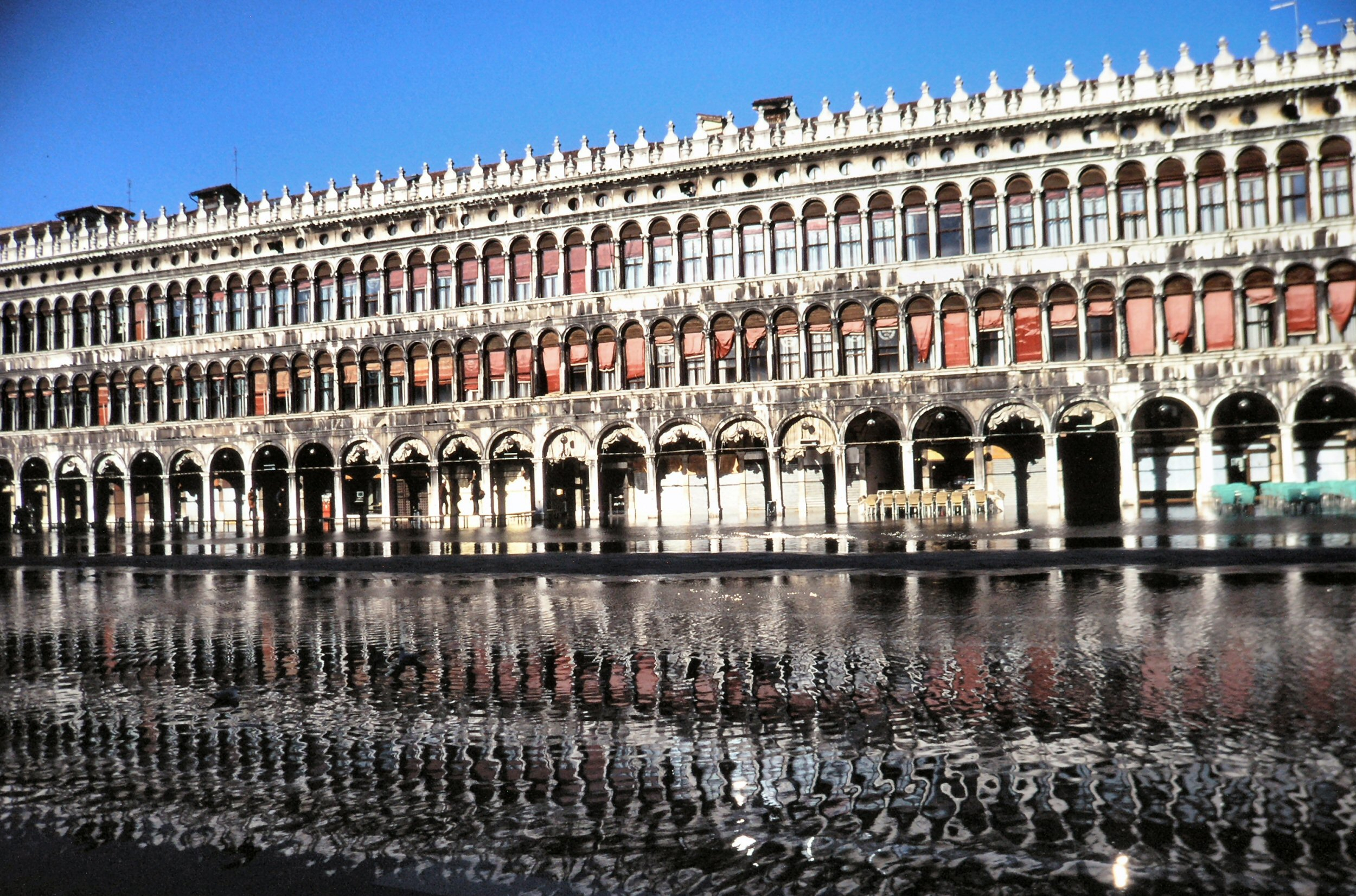
Markusplatz, 28. Dezember 1996

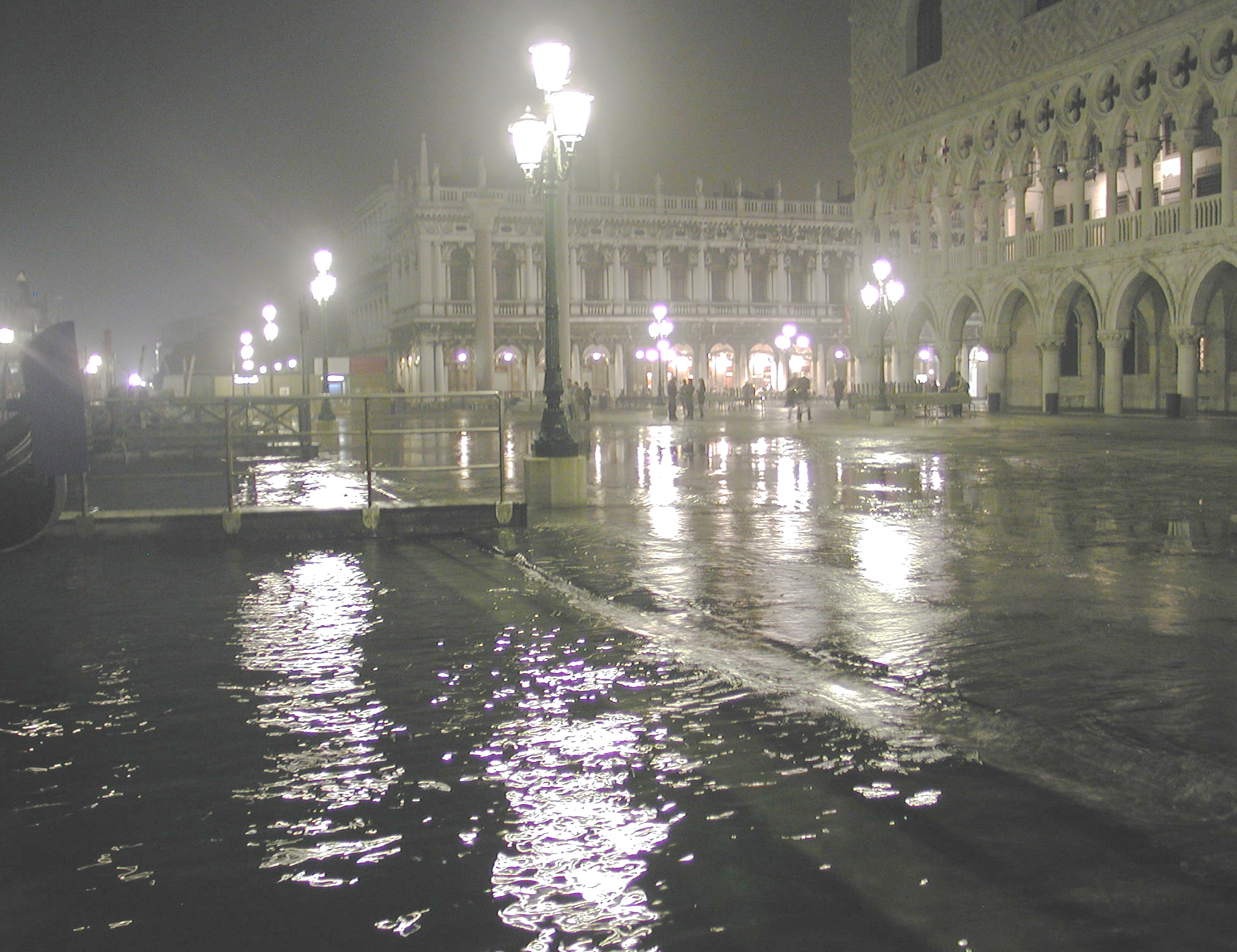
Venedig, Acqua alta, 2005

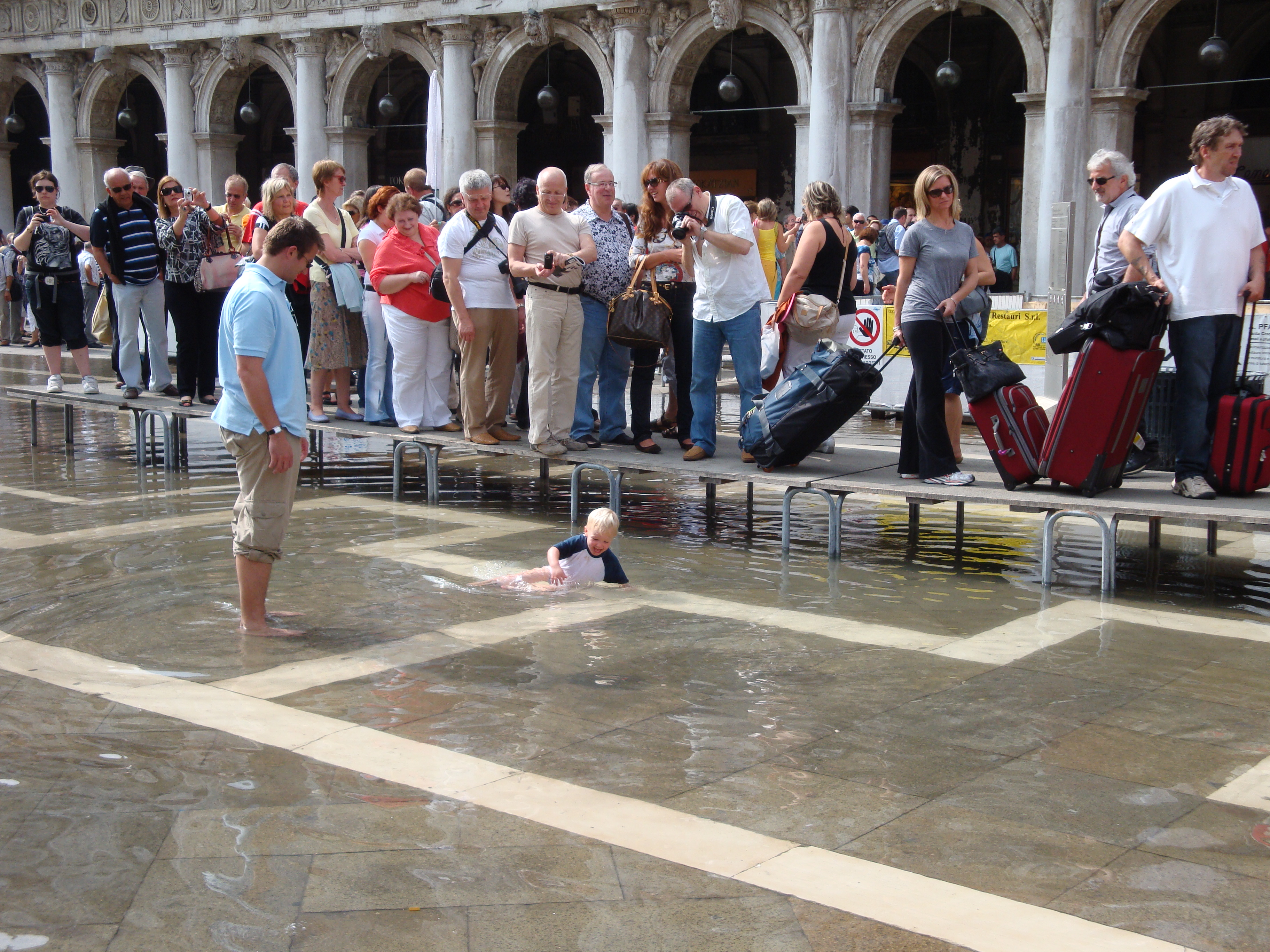
Stegkonstruktion bei Hochwasser im Spätsommer 2009

Acqua altaⓘ (italienisch für hohes Wasser) ist das jährliche winterliche Hochwasser in Venedig. Es entsteht, wenn bei besonders starker Flut und niedrigem Luftdruck der Scirocco das Wasser landeinwärts in die Lagune von Venedig drückt. Von den Gezeiten abhängend, dauert es mehrere Stunden an.

## Alljährliches Phänomen
Bei normaler Flut steigt der Wasserspiegel bis zu 90 cm über den Normalstand. Dabei kommt es zu keinen Überschwemmungen. Wenn er höher steigt, ist „Acqua alta“. Die „Acqua-alta“-Saison geht typischerweise von September bis in den April, gelegentlich auch darüber hinaus. Um den November herum ist ihr Höhepunkt.
- 100 cm: Nur geringe Teile der Stadt sind überschwemmt; am tiefstgelegenen Punkt der Stadt, dem Markusplatz, steht das Wasser dann etwa 20 cm hoch.
- 110 cm: Alarm wird ausgerufen, etwa 10 % der Stadt stehen unter Wasser
- 125 cm: Etwa die halbe Stadt ist vom Hochwasser betroffen
- 140 cm: Notstand wird ausgerufen, 90 % der Stadt sind überschwemmt

Am 4. November 1966 setzte der Rekordwasserstand von 194 cm fast ganz Venedig unter Wasser.

## Weitere Ursachen
In den 1960er Jahren hatte sich die Gefahr dadurch verschärft, dass durch Grundwasserentnahmen Venedig recht schnell um mehrere Zentimeter gesunken war.
In den letzten Jahren hat die Zahl der „Acque alte“ erkennbar zugenommen. Der Bürgermeister Venedigs führt dies auf den Klimawandel zurück.

## Warnsystem
Bis 2007 warnte ein einfaches Sirenensystem vor Hochwasser. Seit Dezember 2007 ist ein differenziertes Signalsystem im Betrieb. Hierbei ist je nach zu erwartender Wasserstandshöhe mehrfach ein Sirenenton von den insgesamt acht Sirenen im Stadtgebiet zu hören. Bei einer Höhe von mehr als 110 cm über dem Normalstand hört man einen einfachen Ton, bei 120 cm zusätzlich mit einem höheren, bei 130 cm mit zwei jeweils höhere und bei 140 cm mit drei jeweils höhere Töne.
Die aktuelle Acqua alta-Vorhersage für die nächsten Tage kann man auf der Webseite des von der Stadtgemeinde Venedig betriebenen Amtes zur Vorhersage der Gezeiten (italienisch Centro Previsioni e Segnalazioni Maree) einsehen.

## Besondere Hochwassersituationen

### Liste außergewöhnlicher Acque alte ab 1923
Insgesamt sind seit 1872 über 300 Acque alte mit einer Höhe von mindestens 110 cm erfasst worden. Die für 1872 bis 1922 gesammelten Daten stammten aus verschiedenen Quellen. Seit 1923 werden die Daten vom städtischen Amt für die Gezeiten-Vorhersage einheitlich erfasst.
Liste von Acque alte ab einer Höhe von 140 cm seit 1923:
| - 194 cm am 4. November 1966 - 187 cm am 12. November 2019 - 166 cm am 22. Dezember 1979 - 158 cm am 1. Februar 1986 - 156 cm am 29. Oktober 2018 - 156 cm am 1. Dezember 2008 - 154 cm am 15. November 2019 - 151 cm am 12. November 1951 - 150 cm am 17. November 2019 - 149 cm am 11. November 2012 | - 148 cm am 29. Oktober 2018 - 147 cm am 16. April 1936 - 147 cm am 16. November 2002 - 145 cm am 15. Oktober 1960 - 145 cm am 25. Dezember 2009 - 144 cm am 3. November 1968 - 144 cm am 6. November 2000 - 144 cm am 23. Dezember 2009 - 144 cm am 24. Dezember 2010 - 144 cm am 13. November 2019 | - 144 cm am 23. Dezember 2019 - 143 cm am 1. November 2012 - 143 cm am 12. Februar 2013 - 142 cm am 8. Dezember 1992 - 140 cm am 17. Februar 1979 |

### Acqua alta im November 2019

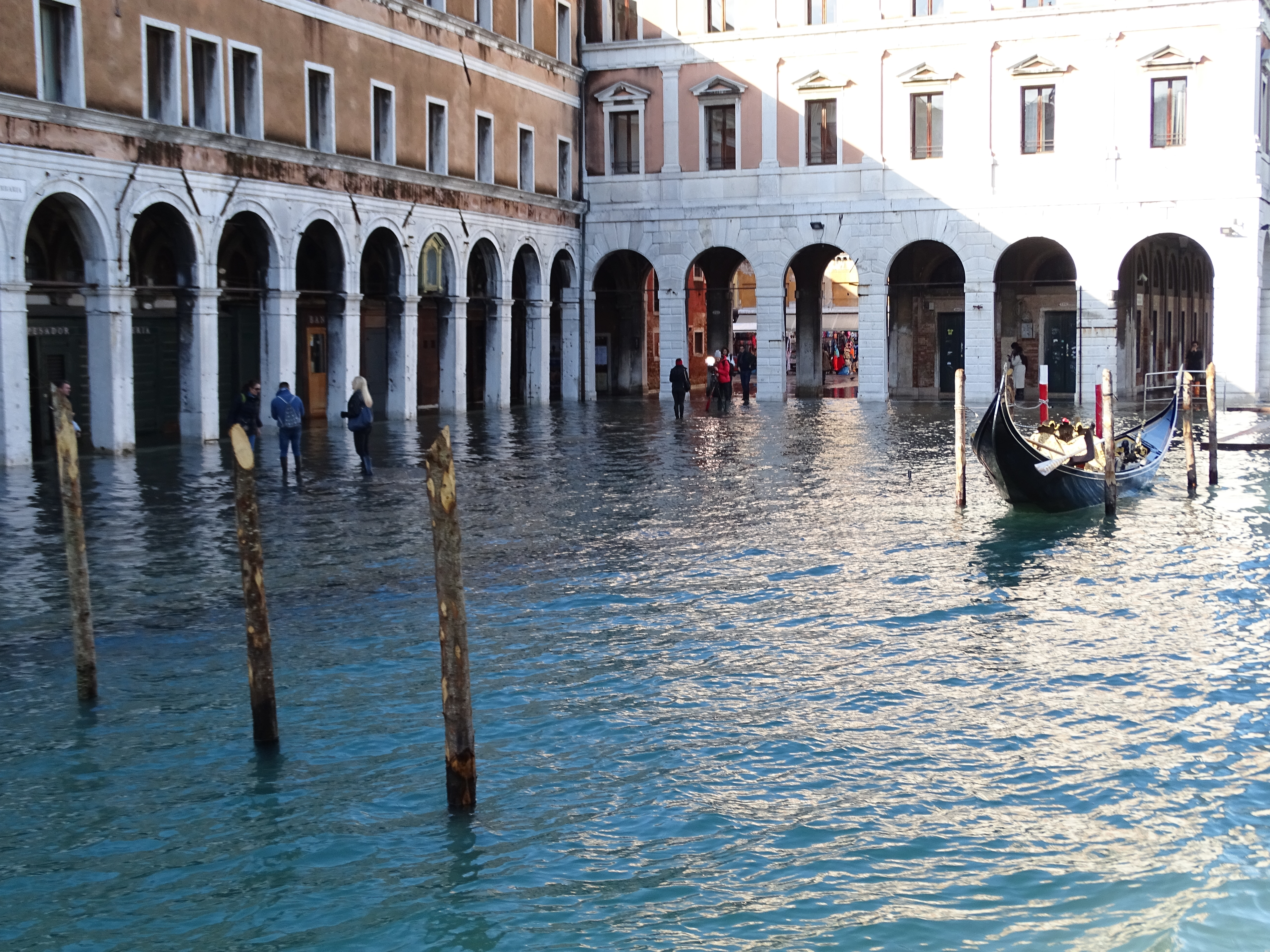
Campo Erberia (nordwestlich der Rialto-Brücke), am 14. November 2019

Am 12. November 2019 kurz vor Mitternacht stieg der Pegel auf 187 cm über dem Meeresspiegel. Ausgelöst durch von Wind aus Richtung Süden angetriebene Flutwellen zu Vollmond am 12. November blieb das Hochwasser durch die Wetterlage (Tiefs Detlef) bedingt länger anhaltend bestehen; das Hochwasser floss dann zunächst ab und erreichte am Freitag, dem 15. November mit 154 cm erneut hohe Werte, wobei 80 Prozent von Venedig überschwemmt wurden und die amtierende Regierung Italiens für das Stadtgebiet den Notstand erklärte. Neben der Altstadt von Venedig waren – wie 1966 – ebenfalls die Nachbarinseln Pellestrina und etwas weniger schwer Burano vom Hochwasser betroffen. Angetrieben von Ausläufern des Mittelmeertiefs Ingmar erreichte den Markusplatz eine weitere Hochwasserspitze mit 150 cm über Normal am 17. November, zeitgleich mit Unwettern in Italien und Schneefällen mit Lawinengefahr am südlichen Alpenrand.
Eindringendes Salzwasser in Verbindung mit Wasserschäden ist eines der Folgeprobleme. Restauratoren rechnen in Folge der aufsteigenden Feuchte zudem mit Ausblühungen durch auskristallisierendes Salz an Fresken des Weltkulturerbes und am Mauerwerk.

## Schutzmaßnahmen
Als Schutz gegen das Hochwasser wurde ein Flutsperrwerk gebaut (MO.S.E-Projekt).
Es besteht aus beweglichen Fluttoren. Diese können an drei Einfahrten zur Lagune hochgefahren werden. Die Anlage wurde erstmals im Oktober 2020 getestet. Seine Feuertaufe bestand das System vom 1. bis 3. November 2021, als eine mittelschwere Sturmflut angesagt war. Durch das Hochfahren der Barrieren konnte Venedig damals vor größeren Zerstörungen bewahrt werden.

## Rezeption
Der Kriminalroman Donna Leon – Acqua Alta von Donna Leon spielt in Venedig zur Zeit des Hochwassers. Er wurde unter gleichem Titel verfilmt.
2016 wurde in Erinnerung an das Hochwasser von 1966 im Teatro La Fenice die Oper Aquagranda des Komponisten Filippo Perocco uraufgeführt.

## Fachmesse für Hochwasserschutz
Weiter ist Acqua alta der Name der jährlich abgehaltenen Internationalen Fachmesse für Hochwasserschutz, Klimafolgen und Katastrophenmanagement. Sie fand erstmals 2003 auf dem Münchner Messegelände statt und wurde dort auch 2005 ausgerichtet. Im Jahre 2006 zog sie um ins CCH – Congress Center Hamburg und fand dort auch 2008 wieder statt. Seitdem wurde sie im 2-jährigen Wechsel mit der alpinen Version, der Acqua alta alpina, ausgerichtet, die 2007 erstmals in Salzburg stattfand. Seit November 2014 wurde die Fachmesse in Essen ausgerichtet. Außerdem gibt es eine Acqua alta in Singapur, die den Küstenschutz in den Tsunamigebieten zum Thema hat.